# Алатсківі (волость)
А́латсківі (ест. Alatskivi vald) — волость в Естонії, одиниця самоврядування в повіті Тартумаа з 16 травня 1991 по 23 жовтня 2017 року.

## Географічні дані
Площа волості — 128,38 км2, чисельність населення на 1 січня 2017 року становила 1263 особи.

## Населені пункти
Адміністративний центр — селище Алатсківі (Alatskivi alevik).
На території волості також розташовувалося 31 село (küla):
Аласоо (Alasoo), Віртсу (Virtsu), Вяльякюла (Väljaküla), Гаапсіпеа (Haapsipea), Кесклаге (Kesklahe), Кидезі (Kõdesi), Кокора (Kokora), Кунінґвере (Kuningvere), Лаге (Lahe), Лагепера (Lahepera), Ліналео (Linaleo), Наелавере (Naelavere), Ніна (Nina), Орґемяе (Orgemäe), Падакирве (Padakõrve), Пассі (Passi), Пеатсківі (Peatskivi), Пузі (Pusi), Пяйксі (Päiksi), Пярсіківі (Pärsikivi), Рійдма (Riidma), Ронісоо (Ronisoo), Роотсікюла (Rootsiküla), Рупсі (Rupsi), Сабурі (Saburi), Саваствере (Savastvere), Савіметса (Savimetsa), Судемяе (Sudemäe), Тирувере (Tõruvere), Торіла (Torila), Торукюла (Toruküla).

## Історія
16 травня 1991 року Алатсківіська сільська рада перетворена у волость зі статусом самоврядування.
22 червня 2017 року Уряд Естонії постановою № 97 затвердив утворення нової адміністративної одиниці шляхом об'єднання територій волості Алатсківі та самоврядувань зі складу повіту Тартумаа: міського муніципалітету Калласте, волостей Вара й Пейпсіяере, та волості Пала, що належала повіту Йиґевамаа. Новий муніципалітет отримав назву волость Пейпсіяере. Зміни в адміністративно-територіальному устрої, відповідно до постанови, мали набрати чинності з дня оголошення результатів виборів до волосної ради нового самоврядування.
15 жовтня 2017 року в Естонії відбулися вибори в органи місцевої влади. Утворення волості Пейпсіяере набуло чинності 23 жовтня 2017 року. Волость Алатсківі вилучена з «Переліку адміністративних одиниць на території Естонії».